# Canopé (réseau)
Pour les articles homonymes, voir Canopée (homonymie), Canope et CNDP.
 (juin 2023).
L'article doit être relu — et modifié si nécessaire — par des contributeurs indépendants pour apporter un regard critique aux contributions effectuées en violation des conditions d'utilisation de Wikipédia, tant sur la forme (notamment concernant le style encyclopédique, la proportionnalité) que sur le fond (la neutralité de point de vue, la qualité et l'indépendance des sources).
 (octobre 2022).
Réseau Canopé (réseau de formation des enseignants), anciennement  Centre national de documentation pédagogique (CNDP), est un établissement public à caractère administratif, missionné par le  ministère de l'Éducation nationale français pour la formation tout au long de la vie des enseignants, notamment au numérique et par le numérique.
En tant qu'opérateur de l'Éducation nationale, il connaît une importante restructuration en 2021. Il est chargé d'accompagner la montée en compétence des enseignants français, du public et du privé sous contrat. Il contribue au développement des technologies de l'information et de la communication pour l'éducation (TICE) ainsi qu'à l'éducation artistique et culturelle.
Après avoir été tête du réseau Scéren-CNDP (Centre national et centres régionaux et départementaux de documentation pédagogique — les centres régionaux étant des établissements publics distincts), il constitue désormais depuis 2014 un réseau unifié dans un seul établissement, Réseau Canopé, depuis la publication du décret no 2014-1630 du 26 décembre 2014.

## Histoire
Le nom de « Centre national de documentation pédagogique » a d'abord été donné en 1932 à la demande de la Commission internationale de coopération intellectuelle puis s'est formé en tant qu'établissement public à la suite de la réunion, en 1954, du musée pédagogique (créé par le décret du 13 mai 1879 à l'initiative de Ferdinand Buisson) avec la bibliothèque, la phonothèque et la cinémathèque centrale de l'éducation nationale ainsi que le service des publications de l'Éducation nationale. À cette époque, les centres régionaux de documentation pédagogique (CRDP) et les centres départementaux (CDDP) sont des sections du CNDP.
Dès 1956, le CNDP prend le nom d’« Institut pédagogique national » (IPN).
Le 9 septembre 1970, deux décrets transforment l'IPN en deux organismes, l’Office français des techniques modernes d'éducation (OFRATEME) et l’Institut national de recherche et de documentation pédagogique (INRDP).
En 1976 (décrets du 3 août), l'OFRATEME reprend le nom de CNDP et l'INRDP se transforme en « Institut national de recherche pédagogique » (INRP).
Le statut de l'établissement est modifié par le décret no 92-56 du 17 janvier 1992 qui fait aussi des CRDP des établissements indépendants.

Ancien logo du réseau Scérén

Entre 2002 et 2014, le réseau de documentation de l'Éducation nationale s'est appelé Scérén. Il rassemblait :  le Centre national de documentation pédagogique (CNDP), le Clemi, les 30 centres régionaux de documentation pédagogique (CRDP) et les 86 centres départementaux de documentation pédagogique et des centres locaux. Scérén est aussi la marque commerciale sous laquelle les membres du réseau ont vendu leurs publications.
Au 1er janvier 2011, le CNDP reprend en charge le Musée national de l'Éducation précédemment géré par l'INRP.
En février 2014, le réseau SCÉRÉN-CNDP change de nom et devient le réseau Canopé.
Dans son rapport annuel 2014, la Cour des comptes a consacré tout un chapitre à cet organisme public. Elle souligne qu'en 2013 son réseau "dispose d’un budget de fonctionnement de 135,7 M€, dont 92 M€ de subvention pour charges de service public, et
de 1 886 emplois en équivalent temps plein travaillé, dont 1 757 rémunérés par ses soins. Dans ce total, les centres régionaux
représentent 73 % du budget, 70 % de la subvention pour charges de service public et 79 % des emplois totaux".
La haute juridiction financière recommande toutefois une profonde réforme de cet établissement dont le mode de fonctionnement, qualifié de "modèle obsolète", ne semble plus correspondre aux exigences actuelles : " Le réexamen de l’utilité (...) de ce réseau d’appui pédagogique apparaît nécessaire pour l’adapter aux exigences du service public du numérique éducatif et de l’enseignement à distance et aux besoins des nouvelles écoles supérieures du professorat et de l’éducation".
La restructuration du réseau Canopé en 2021, l'abandon de l'activité d'éditeur papier et la fermeture d'antennes départementales suscitent des inquiétudes,,,.

## Organisation et gouvernance

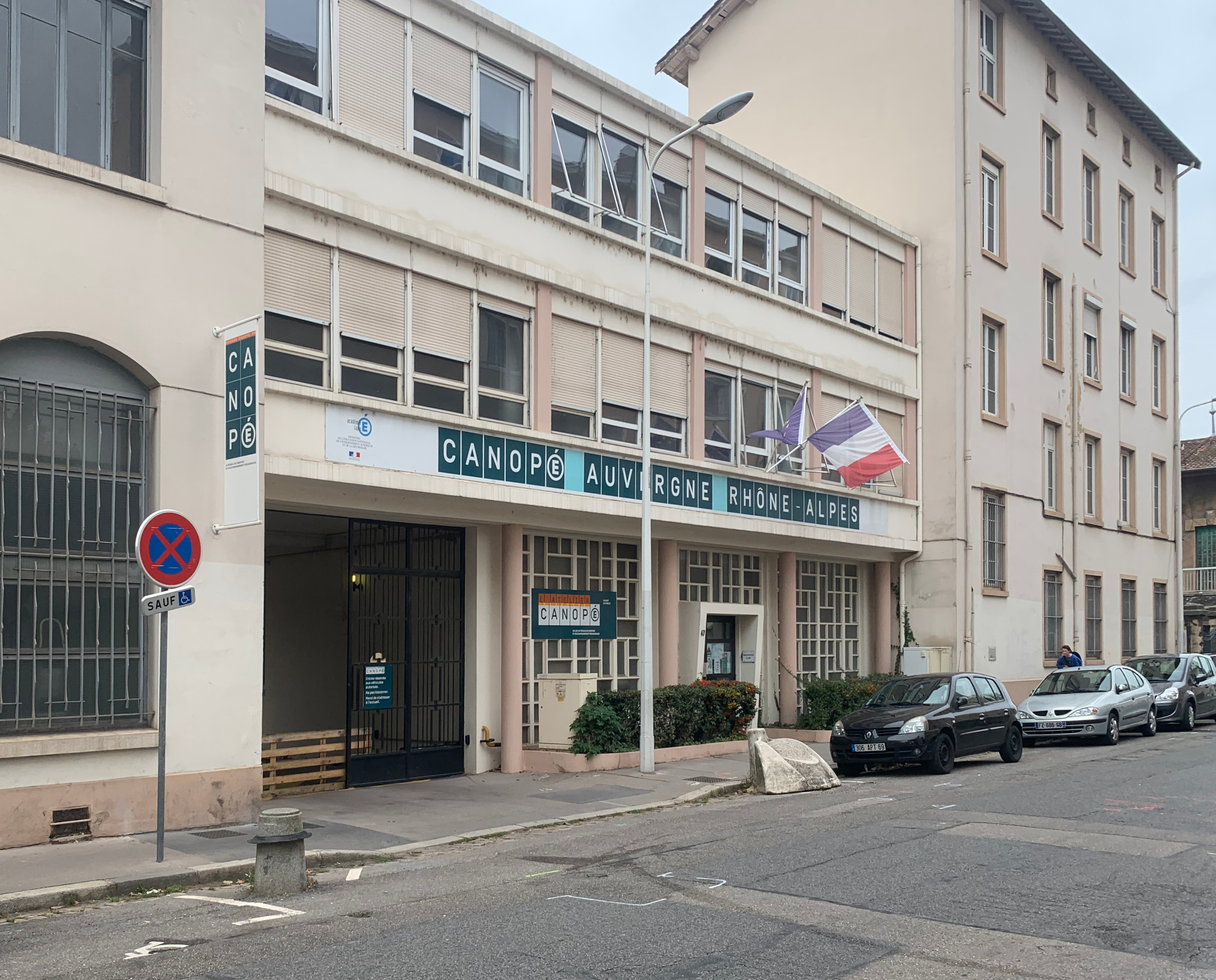
Canopé Auvergne-Rhône-Alpes à Lyon.

Le réseau Canopé est régi par les articles D 314-70 et suivants du code de l'éducation.
Le Réseau Canopé est administré par un conseil d'administration et dirigé par un directeur général.
Le conseil d'administration comprend vingt-et-un membres : 8 représentants de l'État, 5 personnalités qualifiées dans les domaines de compétence de l'établissement, 5 représentants des personnels du Réseau Canopé, 3 représentants des collectivités territoriales.
Marie-Caroline Missir, ancienne directrice du développement de digiSchool, est nommée directrice générale à compter du 2 mars 2020, et est renouvelée le 3 mars 2023 dans ses fonctions jusqu’au 1er mars 2026. Elle succède à Didier Lacroix qui assurait l'intérim. Le précédent directeur général de Réseau Canopé a été, du 15 janvier 2018 au 8 janvier 2020, Jean-Marie Panazol. Inspecteur général de l'éducation nationale, il avait été nommé pour une durée de trois ans, avant de démissionner le 8 janvier 2020. Il a succédé à Gilles Lasplacettes nommé par intérim le 28 avril 2017 et à Jean-Marc Merriaux depuis le 23 novembre 2011.
Le siège du Réseau Canopé est situé sur la technopole du Futuroscope, dans le département de la Vienne, le transfert de Paris à Poitiers ayant eu lieu en 2002 selon la politique de délocalisation du Premier ministre Jean-Pierre Raffarin.
Deux services spécifiques du Réseau Canopé sont situés dans la région Île-de-France : le Centre de liaison de l'enseignement et des médias d'information (CLEMI) et le Centre de ressources et d’information sur les multimédias pour l’enseignement supérieur (CERIMES). Un autre est installé à Rouen, le Musée national de l'Éducation (Munaé).
Réseau Canopé coordonne l'activité de 12 Directions Territoriales (anciens CRDP) et de 102 Ateliers Canopé (anciens CDDP) avec lesquels il forme un réseau national.